# Wu Kin-san
Pour les articles homonymes, voir Wu.
Dans ce nom, le nom de famille, Wu, précède le nom personnel.
Wu Kin-san (chinois : 胡健燊 ; pinyin : Hú Jiànshēn , jyutping : wu4 gin6 san1), né le 4 mai 1985, est un coureur cycliste hongkongais.

## Palmarès
- 2005
  - 6e étape du Tour d'Indonésie
  - Tour de la mer de Chine méridionale :
    - Classement général
    - 1re, 3e et 8e étapes
- 2006
  - 6e étape du Tour du Siam
- 2007
  -  Champion de Hong Kong sur route
  -  Champion de Hong Kong sur route espoirs
- 2008
  - 3e du Tour de Hong Kong Shanghai
- 2014
  - Tour de Hong Kong :
    - Classement général
    - 1re et 3e étapes

  - Tour of Friendship :
    - Classement général
    - 3e étape

## Classements mondiaux
| Année         | 2005 | 2006 | 2007 | 2008 | 2009 | 2010 | 2011 | 2012 |
| ------------- | ---- | ---- | ---- | ---- | ---- | ---- | ---- | ---- |
| UCI Asia Tour | 129e | 17e  | 50e  | 316e | 113e | 149e |      | 234e |